# Leccionario 7
El Leccionario 7, designado por la sigla ℓ 7 (en la numeración Gregory-Aland), es un manuscrito griego del Nuevo Testamento. Está fechado por el colofón del año 1204.

## Descripción
El códice contiene enseñanzas del Evangelio, en 316 hojas de pergamino (30,9 cm por 23,2 cm). El texto está escrito en letra griega minúscula, en dos columnas por página, 23 líneas por página. Contiene notas musicales.

## Historia
El manuscrito fue escrito por el sacerdote Georg Rhodiu. El manuscrito se citan esporádicamente las ediciones del Nuevo Testamento griego (UBS3). Actualmente, el códice se encuentra en la Biblioteca nacional de Francia, en París, Francia.